# Vol Avensa 358
Le vol Avensa 358 était un vol intérieur régulier, assuré par un Douglas DC-9, entre Maturín et Caracas, au Venezuela, qui s'est écrasé le 22 décembre 1974, peu après le décollage depuis l'aéroport international José Tadeo Monagas, ne laissant aucun survivants parmi les 75 passagers et membres d'équipage présents à bord.

## Avion
L'aéronef impliqué était un Douglas DC-9-14 âgé de sept ans, immatriculé YV-C-AVM (numéro de série 47056/89), qui avait été livré neuf à la compagnie aérienne vénézuélienne Avensa, par McDonnell Douglas, en 1967. Il était propulsé par deux moteurs Pratt & Whitney JT8D-7A.

## Accidents
Le vol 358, avec 69 passagers et 6 membres d'équipage à bord, décolle de la piste 05 de l'aéroport international José Tadeo Monagas de Maturín. Aux commandes se trouve le commandant de bord Diógenes Torrellas Leon (49 ans), un pilote chevronné comptant 25 000 heures de vol à son actif, et le copilote Norberto Vivas Uzcátegui. 
Cinq minutes après le décollage, les pilotes déclarent une urgence à la tour de contrôle de l'aéroport. Ils perdent ensuite le contrôle de l'appareil et celui-ci s'écrase à 32 km de la ville de Maturín, à 13 h 30, heure locale. Les 75 personnes à bord périssent dans le crash.

## Cause de l'accident
Les autorités vénézuéliennes, avec l'aide du Conseil national de la sécurité des transports américains (NTSB), ont enquêté sur cet accident. La cause du crash n'a jamais été déterminée par les enquêteurs, mais un dysfonctionnement au niveau de la gouverne de profondeur a été envisagé. 